# Copa América Femenina
La Conmebol Copa América Femenina (en portugués Campeonato Sul-Americano de Futebol Feminino) también conocida como la Copa América Femenina denominado anteriormente como Campeonato Sudamericano Femenino, es la principal competición internacional femenina de fútbol a nivel de selecciones nacionales absolutas de América del Sur. Su organización está a cargo de la Confederación Sudamericana de Fútbol (Conmebol).
Con nueve campeonatos, Brasil es el mayor ganador del torneo.
A diferencia de su similar masculino, aquí no participan selecciones invitadas de otras confederaciones. La Copa América Femenina es el torneo más importante y prestigioso en América del Sur. Además el torneo funciona como clasificatorio para los Juegos Olímpicos y los Juegos Panamericanos. Desde su primera edición en 1991 hasta 2022, también era el torneo clasificatorio rumbo a la Copa Mundial Femenina de Fútbol.

## Historia

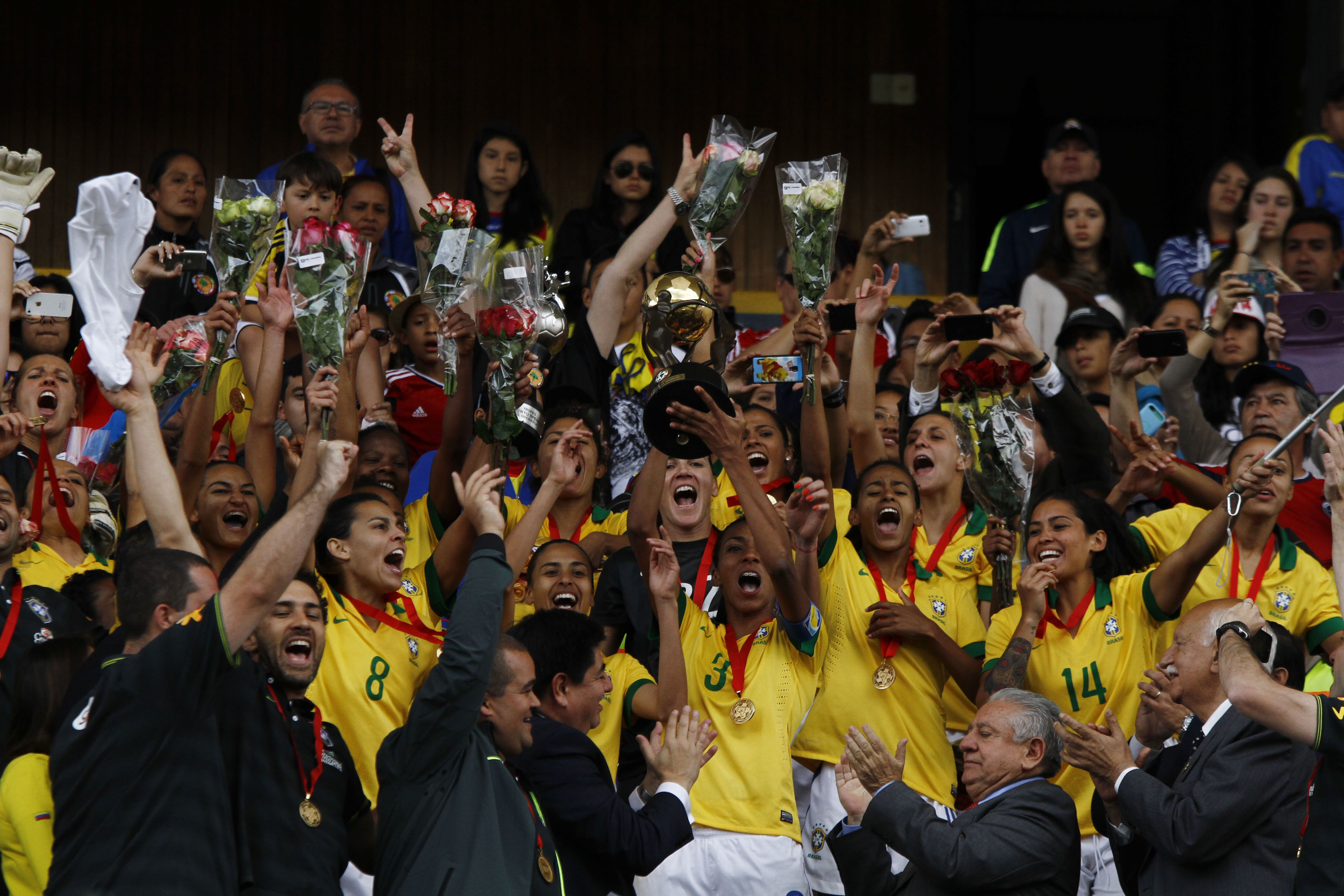
es la selección femenina que más veces ha ganado el torneo y la selección con más partidos invictos.

La competencia se realizó por primera vez en Maringá, una ciudad en el estado brasileño de Paraná, en 1991. Fue el único criterio adoptado por la Conmebol como clasificatorio para la primera Copa Mundial de Fútbol Femenino, celebrada ese mismo año. En su primera edición contó con la participación de Brasil, Chile y Venezuela. Por su parte, Argentina, Bolivia y Ecuador  participarían por primera vez en la edición de 1995 organizada en el estado Brasileño de Minas Gerais. Sería hasta la tercera edición, celebrada en la Argentina, cuando los diez equipos de la confederación participarían por vez primera, incluyendo el debut de Colombia, Paraguay, Uruguay y Perú.
Desde la edición de 2010, el torneo comenzaría a llamarse oficialmente Copa América Femenina. 
Además de servir como clasificación para la Copa Mundial, desde 2006, el torneo sirve de clasificación para los Juegos Olímpicos. En su primera edición contaba con una plaza entera y una para un repechaje, desde 2010, hay dos plazas directas. Desde la edición de 2014 volvió el formato que otorga una plaza directa y una para el repechaje. Así mismo, desde 2010 el torneo también sirve de clasificatorio para las 4 plazas que tiene derecho la confederación en los Juegos Panamericanos. 
Con ocho campeonatos, Brasil es el mayor ganador del torneo. En 2006, el equipo argentino sorprendió y ganó a los favoritas brasileñas, convirtiéndose en campeón por primera y única vez. Esta fue la primera derrota del equipo brasileño en la competencia, y hasta hoy la selección brasileña solo ha perdido dos veces, ambas ante Argentina, tienendo en el confronto 9 victorias a su favor, con 40 goles marcados y solo 8 recibidos; ninguna otra selección ha sido capaz de vencer a las brasileñas en la competición
En diciembre de 2020, la Conmebol anunció que la Copa América Femenina se jugará cada dos años a partir de la edición de 2022.

## Resultados
| Año          | Sede                      | Campeón   | Final Resultado | Subcampeón | Tercer lugar | Resultado             | Cuarto lugar |
| ------------ | ------------------------- | --------- | --------------- | ---------- | ------------ | --------------------- | ------------ |
| 1991 Detalle | Brasil                    | Brasil    | Lig.            | Chile      | Venezuela    | Lig.                  | [ nota 1 ]   |
| 1995 Detalle | Brasil                    | Brasil    | 2:0             | Argentina  | Chile        | Lig.                  | Ecuador      |
| 1998 Detalle | Argentina                 | Brasil    | 7:1             | Argentina  | Perú         | 3:3 (pró.) (5:4 pen.) | Ecuador      |
| 2003 Detalle | Perú, Ecuador y Argentina | Brasil    | Lig.            | Argentina  | Colombia     | Lig.                  | Perú         |
| 2006 Detalle | Argentina                 | Argentina | Lig.            | Brasil     | Uruguay      | Lig.                  | Paraguay     |
| 2010 Detalle | Ecuador                   | Brasil    | Lig.            | Colombia   | Chile        | Lig.                  | Argentina    |
| 2014 Detalle | Ecuador                   | Brasil    | Lig.            | Colombia   | Ecuador      | Lig.                  | Argentina    |
| 2018 Detalle | Chile                     | Brasil    | Lig.            | Chile      | Argentina    | Lig.                  | Colombia     |
| 2022 Detalle | Colombia                  | Brasil    | 1:0             | Colombia   | Argentina    | 3:1                   | Paraguay     |
| 2025 Detalle | Ecuador                   | Brasil    | 4:4 (5:4 pen.)  | Colombia   | Argentina    | 2:2 (5:4 pen.)        | Uruguay      |

## Palmarés
En cursiva, se indica el torneo en que el equipo fue local.
| Selección | Campeón                                                  | Subcampeón                 | Tercer lugar         | Cuarto lugar   |
| --------- | -------------------------------------------------------- | -------------------------- | -------------------- | -------------- |
| Brasil    | 9 (1991, 1995, 1998, 2003, 2010, 2014, 2018, 2022, 2025) | 1 (2006)                   |                      |                |
| Argentina | 1 (2006)                                                 | 3 (1995, 1998, 2003)       | 3 (2018, 2022, 2025) | 2 (2010, 2014) |
| Colombia  |                                                          | 4 (2010, 2014, 2022, 2025) | 1 (2003)             | 1 (2018)       |
| Chile     |                                                          | 2 (1991, 2018)             | 2 (1995, 2010)       |                |
| Ecuador   |                                                          |                            | 1 (2014)             | 2 (1995, 1998) |
| Perú      |                                                          |                            | 1 (1998)             | 1 (2003)       |
| Uruguay   |                                                          |                            | 1 (2006)             | 1 (2025)       |
| Venezuela |                                                          |                            | 1 (1991)             |                |
| Paraguay  |                                                          |                            |                      | 2 (2006, 2022) |

## Tabla estadística
Actualizada el 2 de agosto de 2025 (Edición 2025).
|    | Equipo    | Part. | Puntos | PJ | PG | PE | PP | GF  | GC  | Dif. |
| -- | --------- | ----- | ------ | -- | -- | -- | -- | --- | --- | ---- |
| 1  | Brasil    | 10    | 156    | 56 | 51 | 3  | 2  | 289 | 24  | +265 |
| 2  | Argentina | 9     | 109    | 56 | 34 | 7  | 15 | 128 | 67  | +61  |
| 3  | Colombia  | 8     | 83     | 46 | 24 | 11 | 11 | 105 | 70  | +35  |
| 4  | Paraguay  | 8     | 56     | 36 | 18 | 2  | 16 | 70  | 73  | -3   |
| 5  | Chile     | 9     | 55     | 44 | 16 | 7  | 21 | 75  | 84  | -9   |
| 6  | Ecuador   | 9     | 45     | 39 | 13 | 6  | 20 | 63  | 94  | -31  |
| 7  | Uruguay   | 8     | 29     | 35 | 8  | 5  | 22 | 38  | 93  | -55  |
| 8  | Venezuela | 9     | 28     | 33 | 8  | 4  | 21 | 36  | 90  | -54  |
| 9  | Perú      | 8     | 23     | 35 | 6  | 5  | 24 | 24  | 86  | -62  |
| 10 | Bolivia   | 9     | 11     | 34 | 3  | 2  | 29 | 28  | 175 | -147 |

### Goleadoras por edición
| Año  | Jugadora                | País            | Goles | Partidos |
| ---- | ----------------------- | --------------- | ----- | -------- |
| 1991 | Adriana                 | Brasil          | 4     | 2        |
| 1995 | Sissi                   | Brasil          | 12    | 4        |
| 1998 | Roseli                  | Brasil          | 16    | 6        |
| 2003 | Marisol Medina          | Argentina       | 7     | 5        |
| 2006 | Cristiane               | Brasil          | 12    | 7        |
| 2010 | Marta                   | Brasil          | 9     | 7        |
| 2014 | Cristiane               | Brasil          | 6     | 7        |
| 2018 | Catalina Usme           | Colombia        | 9     | 7        |
| 2022 | Yamila Rodríguez        | Argentina       | 6     | 6        |
| 2025 | Amanda Claudia Martínez | Brasil Paraguay | 6     | 5        |

### PremioFair Playpor edición
Desde la Copa América 1998, la CONMEBOL ha premiado a la selección merecedora al «Juego Limpio».
| Selección | Año  |
| --------- | ---- |
| Argentina | 1998 |
| Perú      | 2003 |
| Paraguay  | 2006 |
| Chile     | 2010 |
| Argentina | 2014 |
| Chile     | 2018 |
| Chile     | 2022 |
| Argentina | 2025 |

## Equipos clasificados a la Copa Mundial Femenina de Fútbol
| País      | Part. | Mundiales                                             |
| --------- | ----- | ----------------------------------------------------- |
| Brasil    | 9     | 1991, 1995, 1999, 2003, 2007, 2011, 2015, 2019, 2023. |
| Argentina | 4     | 2003, 2007, 2019, 2023.                               |
| Colombia  | 3     | 2011, 2015, 2023.                                     |
| Ecuador   | 1     | 2015.                                                 |
| Chile     | 1     | 2019.                                                 |
| Bolivia   | 0     |                                                       |
| Paraguay  | 0     |                                                       |
| Perú      | 0     |                                                       |
| Uruguay   | 0     |                                                       |
| Venezuela | 0     |                                                       |

- En negrita los Mundiales en los que fueron campeones.
- En cursiva los Mundiales en los que fueron anfitriones.

## Equipos clasificados a los Juegos Olímpicos desde 1995
| País      | Part. | Juegos Olímpicos                                         |
| --------- | ----- | -------------------------------------------------------- |
| Brasil    | 9     | 1996, 2000, 2004P, 2008P, 2012, 2016, 2020, 2024P, 2028. |
| Colombia  | 4     | 2012, 2016, 2024, 2028.                                  |
| Argentina | 1     | 2008.                                                    |
| Chile     | 1     | 2020.                                                    |
| Bolivia   | 0     |                                                          |
| Ecuador   | 0     |                                                          |
| Paraguay  | 0     |                                                          |
| Perú      | 0     |                                                          |
| Uruguay   | 0     |                                                          |
| Venezuela | 0     |                                                          |

- En negrita Medalla obtenida (O: oro, P: plata, B: Bronce).
- En cursiva los torneos en los que fueron anfitriones.

## Equipos clasificados a los Juegos Panamericanos desde 2011
Desde 2018 estas plazas son otorgadas a los equipos que ocupen el 3°, 4° y 5° puesto del torneo. 
| País      | Part. | Juegos Panamericanos           |
| --------- | ----- | ------------------------------ |
| Argentina | 5     | 2011, 2015, 2019P, 2023, 2027. |
| Colombia  | 3     | 2011, 2015P, 2019O.            |
| Paraguay  | 3     | 2019, 2023, 2027.              |
| Brasil    | 2     | 2011P, 2015O.                  |
| Chile     | 2     | 2011, 2023P.                   |
| Perú      | 2     | 2019, 2027.                    |
| Ecuador   | 1     | 2015.                          |
| Bolivia   | 1     | 2023.                          |
| Uruguay   | 1     | 2027.                          |
| Venezuela | 0     |                                |

- En negrita Medalla obtenida (O: oro, P: plata, B: Bronce) .
- En cursiva los torneos en los que fueron anfitriones.